# フンガーブルクバーン
フンガーブルクバーン（独・英: Hungerburgbahn）は、オーストリア共和国チロル州インスブルック市にあるハイブリッド・フニクラー鉄道である。
当鉄道は、インスブルック市の中心部とフンガーブルク町地区を結んでいる。
当鉄道は2007年12月1日に開業しており、以下の4駅がある。
- コングレス (Congress)（地下駅）
- ルーヴェンハウス (Löwenhaus)
- アルペン動物園 (Alpenzoo)
- フンガーブルク (Hungerburg)

各駅は、ザハ・ハディッドによって設計されている。

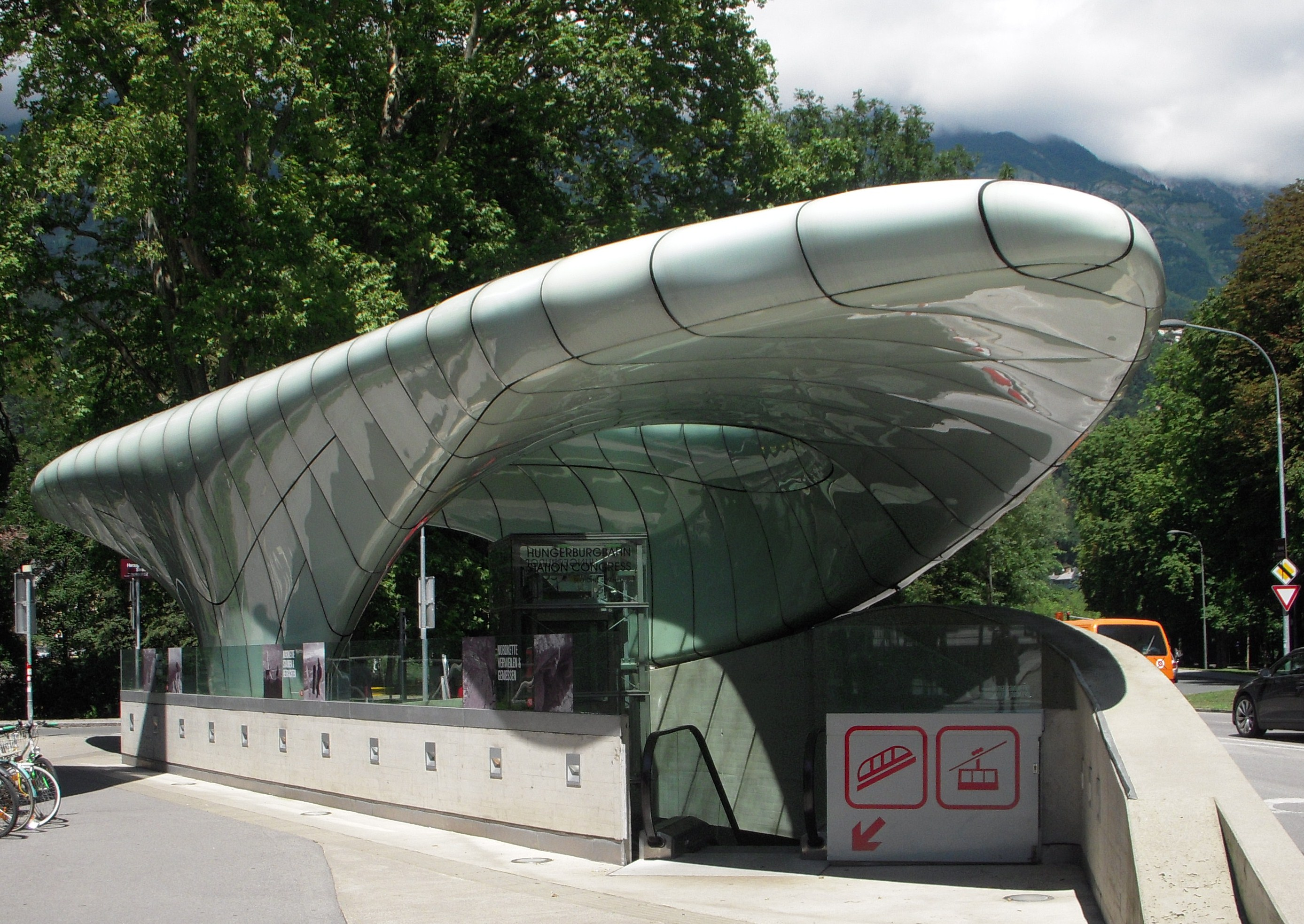
最下部駅: コングレス
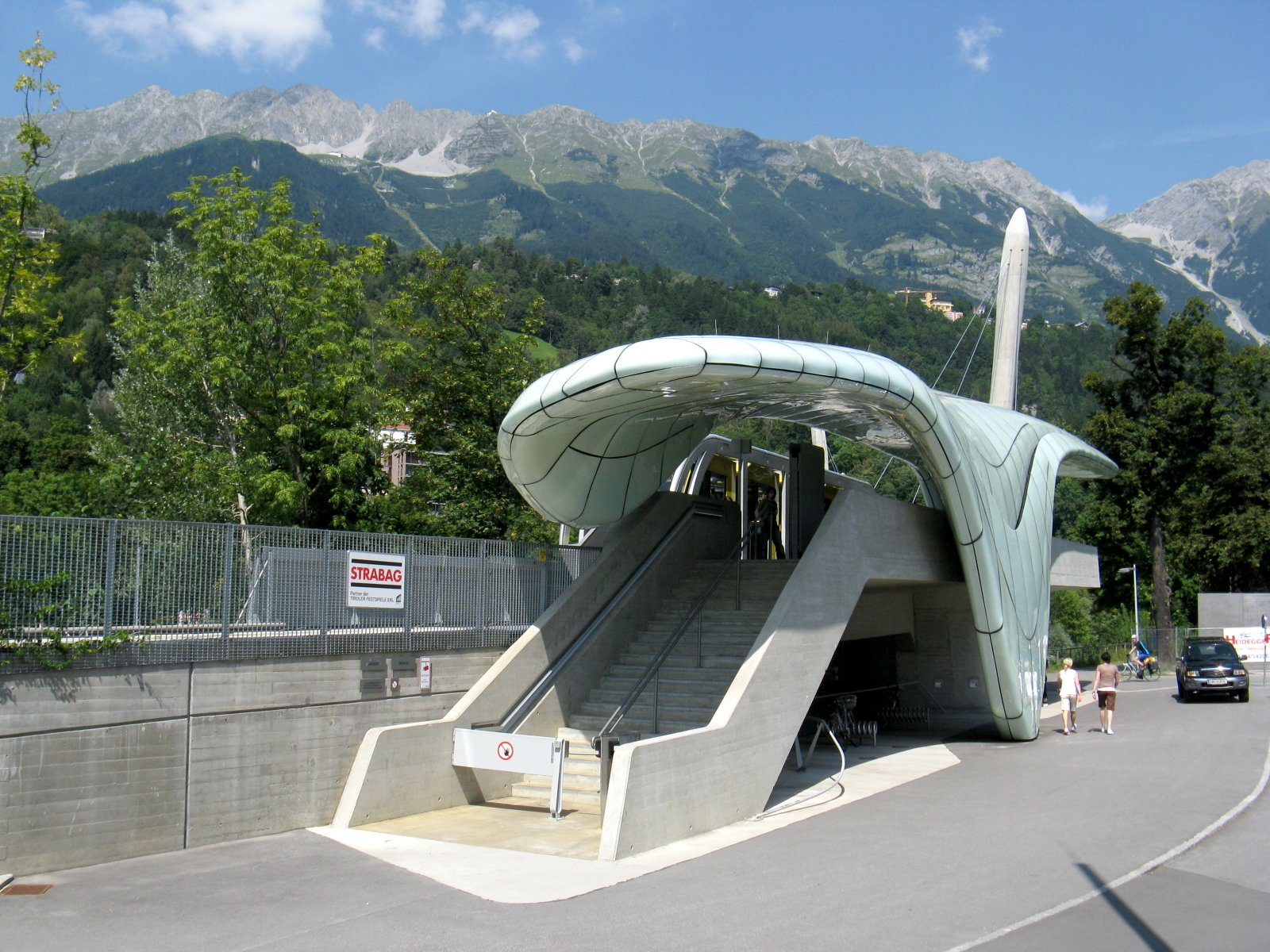
中間駅: ルーヴェンハウス
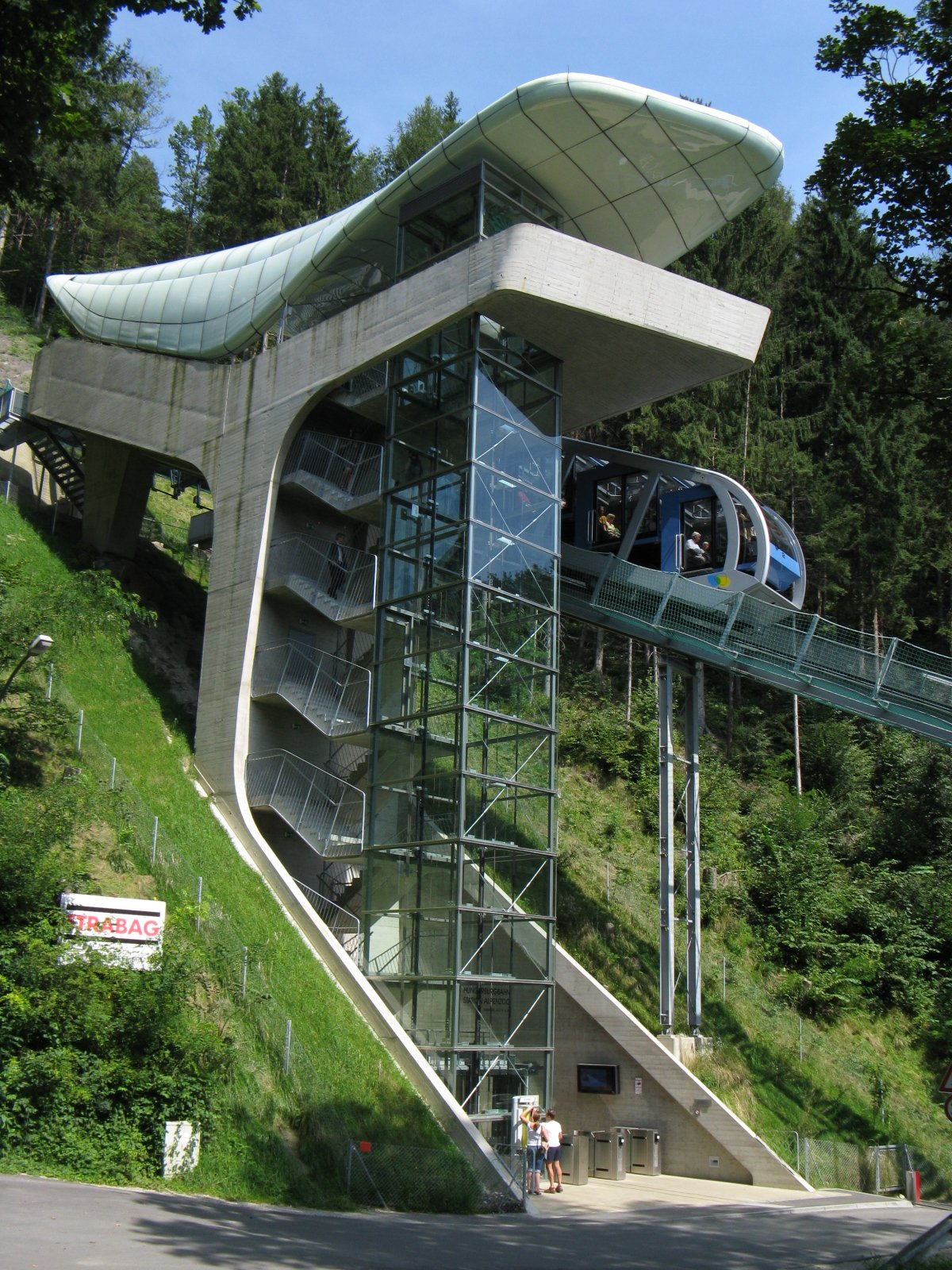
中間駅: アルペン動物園
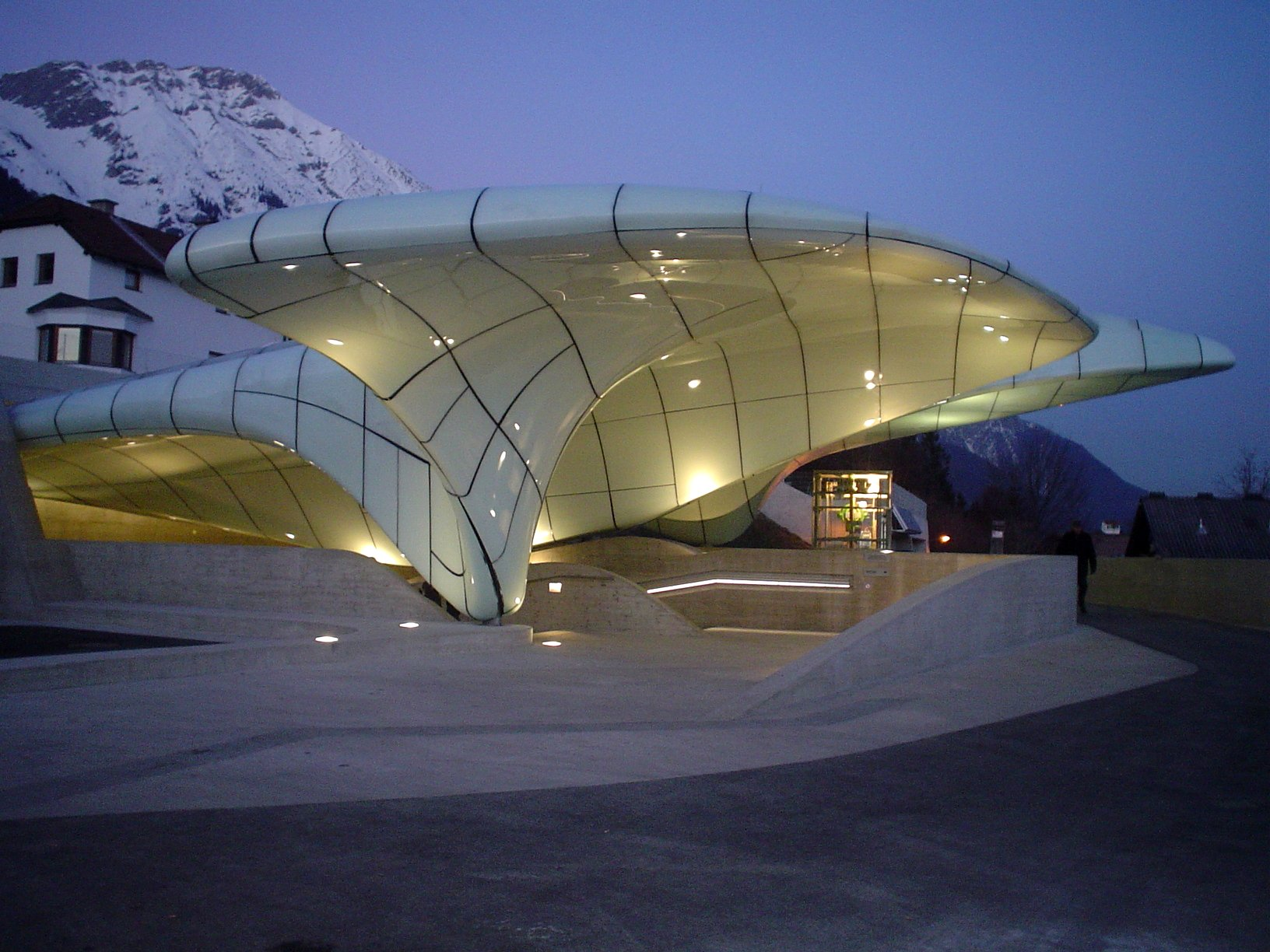
最上部駅: フンガーブルク

## データ
| 路線長         | 1,838メートル  |
| 高位駅         | 857メートル    |
| 標高差         | 288メートル    |
| デュレーション | 0:08:10        |
| 速度           | 10メートル毎秒 |
| 列車定員       | 130名          |
| システム定員   | 1,200人／時間  |

## 以前のフンガーブルクバーン

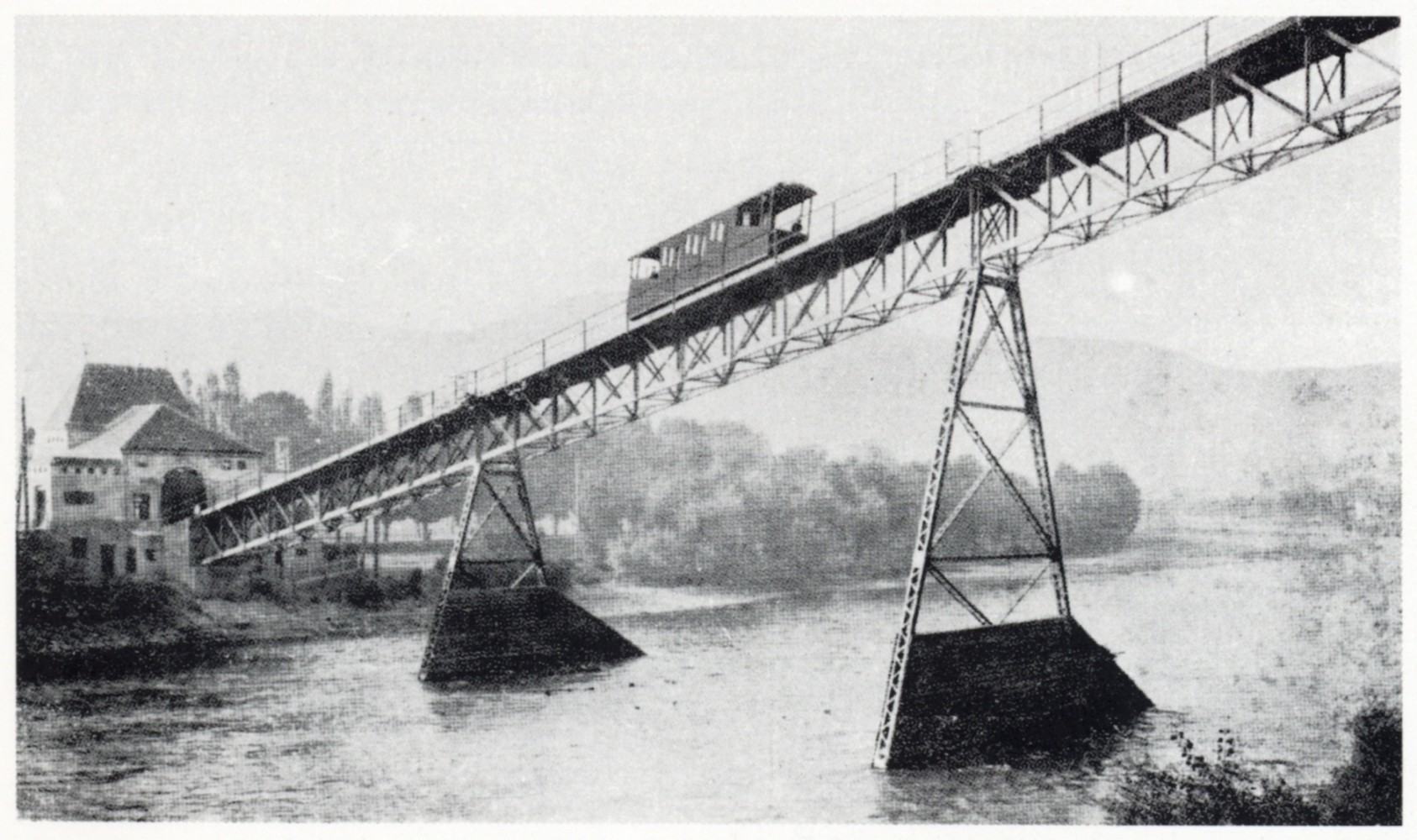
イン川を渡河するフンガーブルクバーン（1907年頃）

現在のフンガーブルクバーンは、1906年〜2005年に運行されていた同名のフニクラーを置き換えたものであるが、経路がかなり異なっている。
軌道の長さは839メートルであり、標高差は287メートルであった。
低位駅は、Saggen町地区にあった。